# Manteyer
Manteyer är en kommun i departementet Hautes-Alpes i regionen Provence-Alpes-Côte d'Azur i sydöstra Frankrike. Kommunen ligger  i kantonen Gap-Campagne som ligger i arrondissementet Gap. År 2022 hade Manteyer 500 invånare.

## Befolkningsutveckling
Antalet invånare i kommunen Manteyer
Referens:INSEE